# اکستون (چشر)
اکستون (چشر) (به انگلیسی: Eccleston) یک روستا و محله مدنی در بریتانیا است که در اکتون و اکستون واقع شده‌است. اکستون (چشر) ۲۴۶ نفر جمعیت دارد.